# Rex (biograf, Gamlestaden)
Rex var en biograf på Brahegatan 11 i stadsdelen Gamlestaden i Göteborg, som öppnade 21 september 1959 och stängde 13 maj 1973.